# Carica Wang Zhi
Carica Wang Zhi (王娡) (? - 126. pr. Kr.), formalno Carica Xiaojing (孝景皇后), bila je carica Kine za vrijeme dinastije Han. Bila je druga supruga cara Jinga i majka znamenitog cara Wua.
Roditelji su joj bili Wang Zhong (王仲) i Zang Er (臧兒). Prije nego što se udala za cara, bila je supruga nekog Jin Wangsuna. Bila je potomak Zang Tua.

## Djeca
S Wangsunom:
- Jin Su (金俗)

S carem: 
- Wu od Hana
- Pingyang (princeza)
- Nangong (princeza)
- Longlü (princeza)

| Prethodnik: | Kineska carska obitelj Carica Wang Zhi | Nasljednik:      |
| Carica Bo   | Kineska carska obitelj Carica Wang Zhi | Carica Chen Jiao |